# Joakim Groth
Joakim Groth, född 21 december 1953 i Stockholm, är en finlandssvensk skönlitterär författare och teaterregissör.

## Biografi
Joakim Groth debuterade som poet 1979 med diktsamlingen Blindfönster vidare. Genombrottet som författare kom 1987 med romanen Världen enligt Edi. 1985 var han med och bildade den fria gruppen Teater Mars där han fortfarande är aktiv. Debuten som dramatiker ägde rum med Skotten i Helsingfors 1983 som hade urpremiär på Lilla Teatern i Helsingfors och som även spelades av Nationalteatern i Göteborg. Främlingarna som hade urpremiär på samma teater i regi av Kristin Olsoni 1987 spelades också av Malmö stadsteater samma år. Bland hans övriga dramatik kan nämnas Härlig är jorden (1995), Intermezzo på Johannis (2002) och En ängel flög förbi (2004). I Finland har Joakim Groth bland annat regisserat på Lilla Teatern, Svenska Teatern i Helsingfors och Wasa Teater. Han anses vara en "lysande personinstruktör, som hellre tyr sig till en tjechovskt intim dialog än till expressiva och spektakulära effekter" (Uppslagsverket Finland). 2003 tilldelades han Bergbomska priset och 2014 Svenska Folkskolans Vänners stora kulturpris. Joakim Groth är bror till skådespelaren Marcus Groth.

## Dramatik
Uppsättningar i Sverige
- 1984 Skotten i Helsingfors, Nationalteatern, regi Peter Wahlqvist, med bl.a. Anki Rahlskog & Hans Wiktorsson
- 1987 Främlingarna, Malmö stadsteater, regi Barbro Larsson
- 1993 Sagornas hav efter Salman Rushdies Sea of Stories, Unga Klara, regi Pernilla Glaser
- 1993 Carvacreme, gästspel av Teater Grönsak från Finland på Södra Teatern, Stockholm (även regi)
- 1984 Camera Obscura, gästspel av Lilla Teatern, Helsingfors på Stockholms stadsteater, regi Marcus Groth
- 1996 Camera Obscura, Radioteatern, regi Johan Bernander, med bl.a. Johan Ulveson, Staffan Göthe & Ann Petrén
- 1999 Kvartetten som sprängdes efter Birger Sjöberg, Riksteatern, med bl.a. Per Sandberg & Ana-Yrsa Falenius (även regi)
- 2012 Remont, Dalateatern, regi Patrik Pettersson
- 2013 Remont, gästspel av Svenska Teatern, Helsingfors på Dramaten (även regi)

## Regi i Sverige (urval)
- 1985 I väntan på Godot, gästspel av Teater Mars, Helsingfors på Nordisk scenskolefestival, Göteborg
- 1993 Waikiki-Beach av Marlene Streeruwitz, Stockholms stadsteater, med bl.a. Marika Lindström & Ulf Friberg
- 1997 Måsen av Anton Tjechov, Unga Klara, med bland andra Malin Ek, Etienne Glaser, Ann Petrén, Leif Sundberg & Lennart Jähkel
- 2001 Skogen av Aleksandr Ostrovskij, Dramaten, med bland andra Magnus Roosmann, Staffan Göthe, Rolf Skoglund, Solveig Ternström & Ingvar Kjellson
- 2001 De närmast sörjande av Wallace Shawn, Unga Klara, med Etienne Glaser & Susanne Osten